# 完颜永升
完顏永升（？—1213年），原名完顏允升，女真名完顏斜不出（鹤寿），为金朝皇族，金世宗完顏雍的儿子。

## 生平
大定十一年（1171年），封徐王，进封虞王。二十六年（1186年），加开府仪同三司。次年，判吏部尚书，被授为山东西路按必出虎必剌猛安。金章宗即位，改封隋王，担任定武军节度使。明昌二年（1191年），改封曹王。之后改封宛王。卫绍王完颜永济即位，改封夔王。贞祐元年（1213年）九月，金宣宗以叔父完颜允升年高，常常患病，下诏让他入宫可以扶杖。不久去世，宣宗亲临奠。

## 母
石抹才人，后来加封为贤妃。大定二十八年（1188年）九月，元妃李氏、贤妃石抹氏、德妃徒单氏和柔妃大氏都陪葬于坤厚陵。

## 传記資料
- 《金史》